# رلکوواپتان
رلکوواپتان (انگلیسی: Relcovaptan) یک آنتاگونیست گیرنده وازوپرسین غیر پپتیدی است که برای زیرگروه V1a انتخابی است. این دارو نتایج اولیه مثبتی را برای درمان بیماری رینود و دیسمنوره و به عنوان یک توکولیتیک نشان داده است، اگرچه هنوز برای استفاده بالینی تایید نشده است.